# Escape Dead Island
Escape Dead Island — шведська пригодницька комп'ютерна гра в жанрі Survival horror, яка розроблена компанією Fatshark для PS3, X360 і PC. Видавцем гри виступає компанія Deep Silver.Гра анонсована 1 липня 2014. Реліз відбувся 18 листопада 2014 для Північної Америки.

## Сюжет
Події гри розгортаються в проміжку між Dead Island і анонсованої в цьому році Dead Island 2. На плечі гравців обрушується доля молодого документального журналіста Клифа Кейло (Cliff Calo), що відправився на острів Нарапела, щоб зрозуміти, звідки виник вірус, який перетворив всіх жителів острова в огидних напіврозкладених зомбі, і який у результаті пошириться набагато далі по світу. Компанія Fatshark, відповідальна за розробку проекту, обіцяє, що гра детально опише, звідки виник вірус.Як заявив продюсер гри Алекс Топланська (Alex Toplansky), Escape Dead Island - це одиночна містична гра з елементами симулятора виживання, «новий вигляд» на всесвіт Dead Island. На відміну від головних героїв інших ігор серії Dead Island, наш нещасний журналіст не володіє імунітетом до вірусу, тому йому належить здебільшого уникати сутичок з носіями зарази. Передбачається, що зважаючи даних обставин гравцям доведеться більше часу проводити, уникаючи зомбі, ніж вступаючи з ними у відкритий контакт.Бонусом для тих, хто зробив попереднє замовлення в Steam, є
| Агрегатор    | Оцінка                                    |
| ------------ | ----------------------------------------- |
| GameRankings | 41.33% (pc) 49.25% (xbox360) 62.50% (ps3) |
| Metacritic   | 55 (pc) 44 (ps3) 38 (xbox360)             |

 спеціальний ключ на beta-версію гри Dead Island 2.